# Cynoglossus broadhursti
Cynoglossus broadhursti es una especie de pez de la familia Cynoglossidae en el orden de los Pleuronectiformes.

## Distribución geográfica
Se encuentran al oeste y al sur de Australia.